# 觀音寺站 (愛知縣)
觀音寺站（日语：／ Kannonji eki */?）是位於愛知縣一宮市觀音寺，屬於名古屋鐵道的尾西線車站。車站編號為「BS12」。此站是整日無人車站，平日早上會有許多乘客乘車前往一宮方向，因此月台上會變得十分繁忙。同時使此站至名鐵一宮站之間形成了樽頸位，此站或會安排車站人員以確保安全。本站至一宮方向之路段已經高架化，而另一方向預計2024年完工。但是此站仍然會是地上車站，而苅安賀站的交會設備也預定遷移至此站。

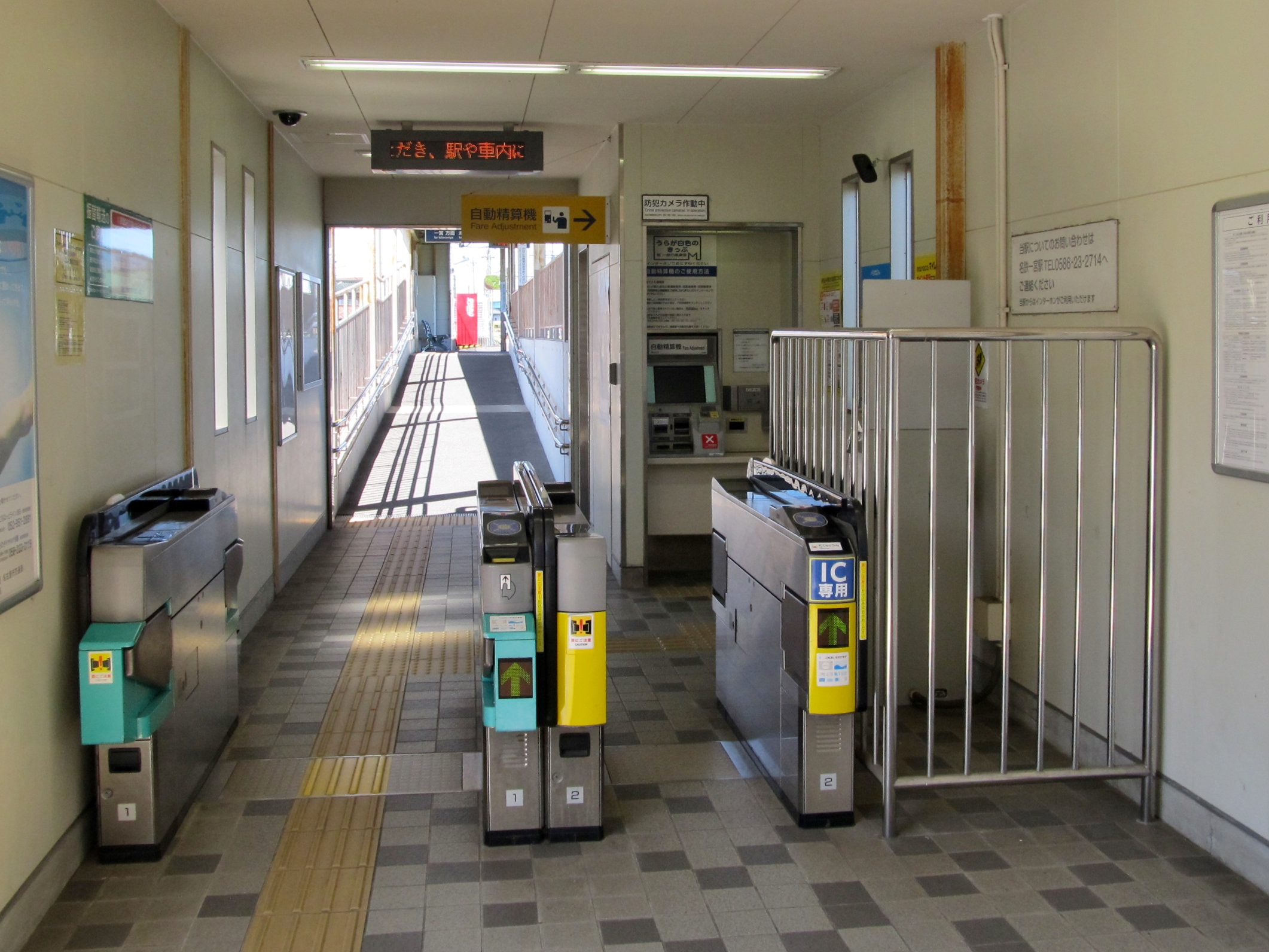
驗票口(2022年7月)

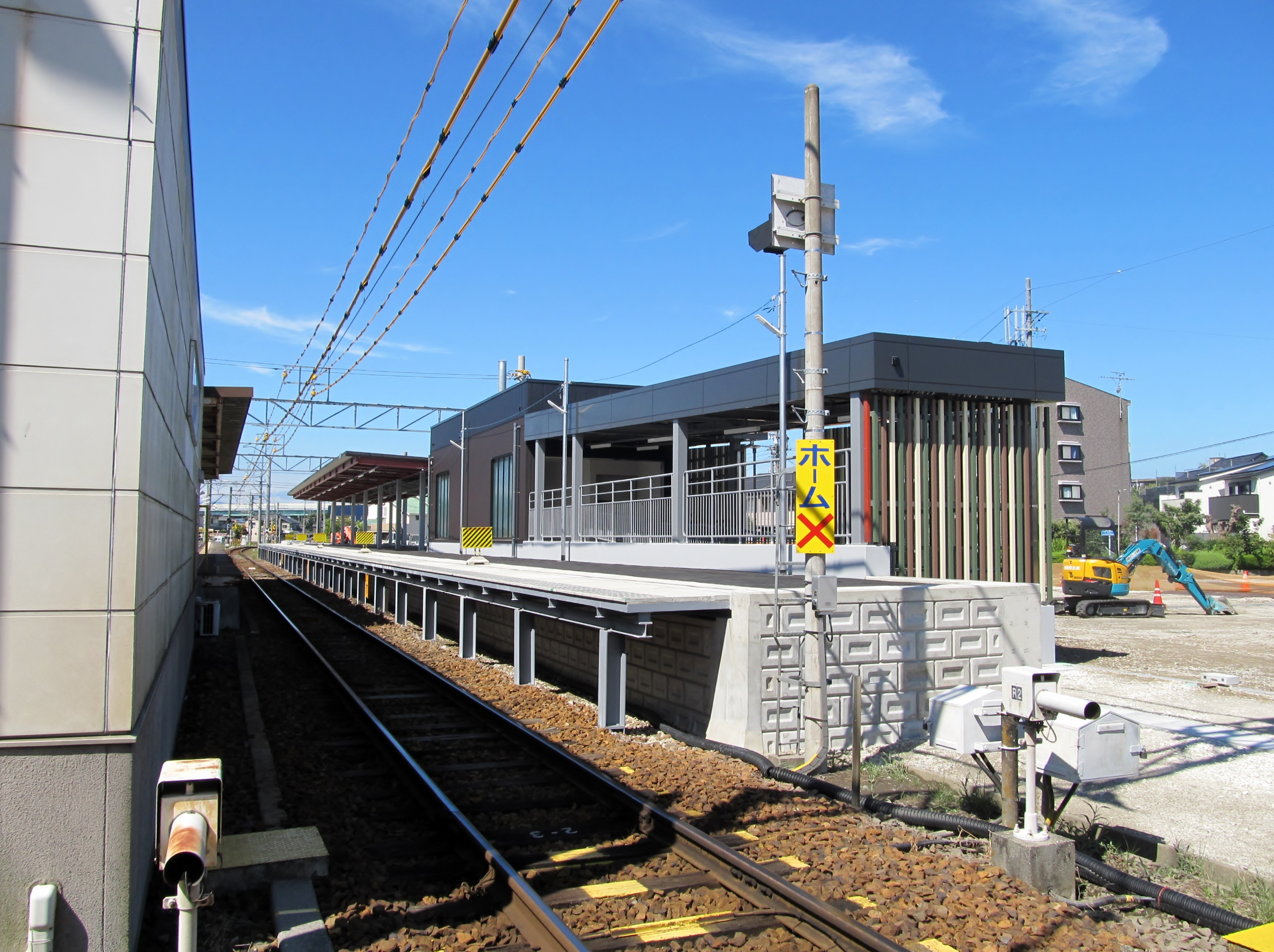
月台(2024年8月)

## 歷史
在車站附近觀音寺（現時已經廢止）內的方丈的鼓勵下開設此站。
- 1928年（昭和3年）8月15日 - 車站啟用。
- 1944年（昭和19年） - 車站暫停使用[3]。
- 1950年（昭和25年）7月22日 - 車站恢復服務。當時為無人車站[3]。
- 1966年（昭和41年）6月1日 - 車站名稱讀法由改為。
- 2007年（平成19年）8月8日 - 車站可以使用「Tranpass」[4]。
- 2011年（平成23年）2月11日 - 車站可以使用「manaca」IC卡。
- 2012年（平成24年）2月29日 - 車站不再可以使用「Tranpass」。

## 車站構造
本站是地面車站，設有1面1線的單式月台。此站原本沒有站房，在2007年11月22日引入自動閘機、售票機和補票機後才開始建造。此站曾設有兩個車站出入口（1時個為現時檢票口，另一個還存在，但是已經有柵欄圍封。）站內設有側線，並停泊矢作建設的工程車輛｡

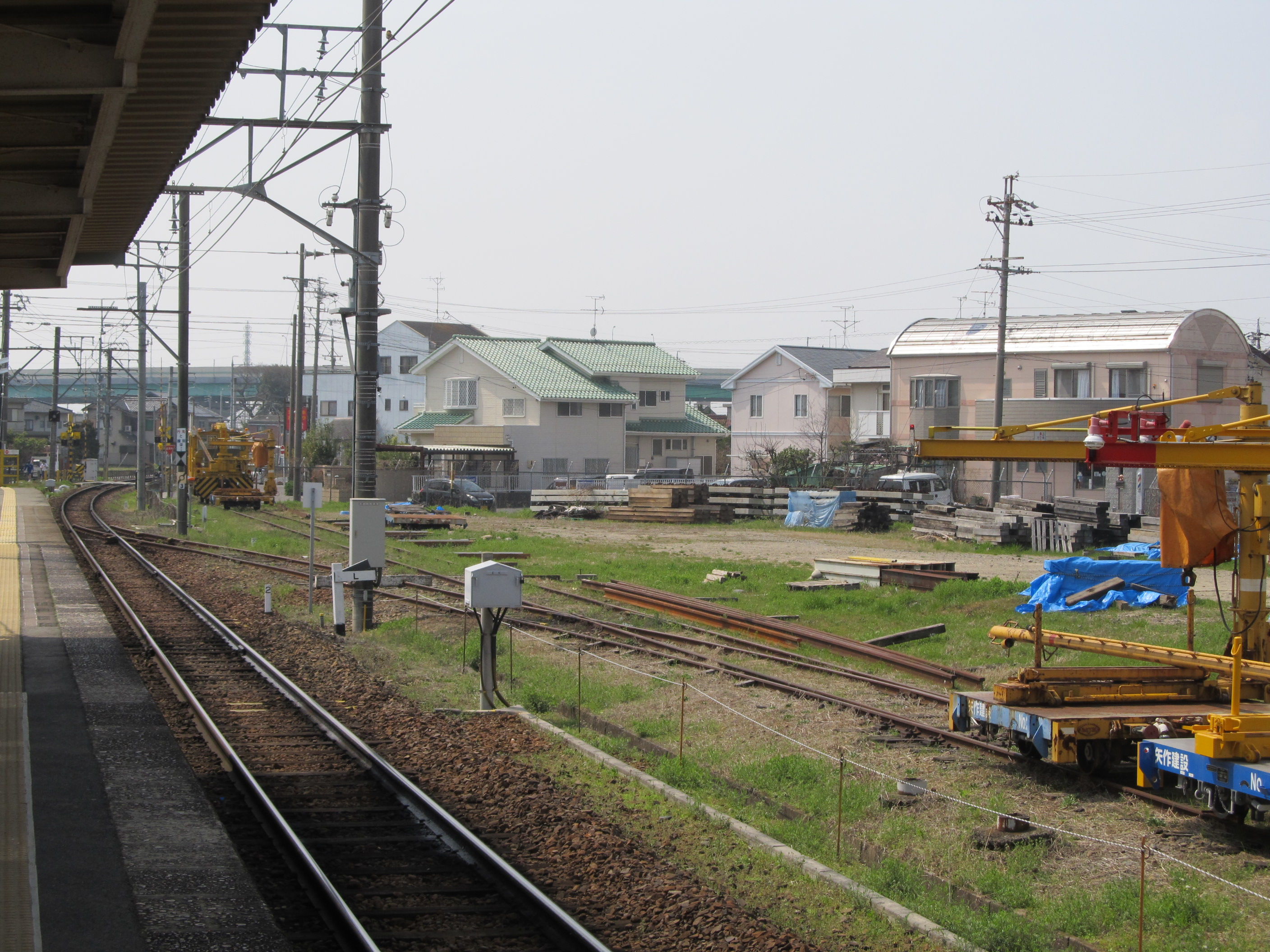
矢作建設留置線

### 配線圖
| ← 名鐵一宮站    | 觀音寺站 站內配線略圖 | → 津島方向 |
| 图例 参考文献： |                       |            |

## 利用狀況
- 在中提及在2013年度，當時1日平均上下車人次為1,567人，為名鐵所有車站（275站）排名第193，尾西線（22站）中排名第10[6]。
- 在中提及在1992年度，當時1日平均上下車人次為896人，為除岐阜市內線均一車費區間內各站（岐阜市內線、田神線、美濃町線徹明町站至琴塚站之間）外名鐵所有車站（342站）中排名第233，尾西線（23站）中排名第16[7]。
- 在《愛知統計年鑑》中，於2010年度的1日平均乘車人次為701人。

## 車站周邊
- 野田塾一宮西校
- 一宮市立大和中學（日语：一宮市立大和中学校）
- 名神高速道路、東海北陸自動車道 一宮系統交匯處（日语：一宮ジャンクション）
- 國道155號（日语：国道155号）
- 一宮西交匯處
- 一宮稻澤北交匯處（日语：一宮稲沢北インターチェンジ）

## 相鄰車站
名古屋鐵道
 尾西線
苅安賀（BS11）－觀音寺（BS12）－名鐵一宮（NH50）

## 註腳
1. ↑   (PDF). 名古屋鉄道.   [2020-11-27]. （原始内容 (PDF)存档于2021-01-22） （日语）.
2. ↑  清水武・神田年浩（解説），1999年3月，《尾西線の100年　保存版》，鄉土出版社  ISBN 4-87670-118-0  p.168.
3. 1 2  寺田裕一. . Neko出版. 2013: 257. ISBN 978-4777013364 （日语）.
4. ↑  . 交通新聞 (交通新聞社). 2007-12-07: 1 （日语）.
5. ↑  電氣車研究會，《鐵道畫刊》通卷第816號 2009年3月 臨時增刊号 「特集 - 名古屋鉄道」，卷末折込「名古屋鉄道 配線略図」
6. ↑  名鐵120年史編纂委員會事務局（編）. . 名古屋鐵道. 2014: 160–162 （日语）.
7. ↑  名古屋鐵道廣報宣傳部（編）. . 名古屋鐵道. 1994: 651–653 （日语）.

## 外部連結
- 觀音寺 - 名古屋鐵道